# San Antonio de Corrales
San Antonio de Corrales är en ort i Mexiko.   Den ligger i kommunen Comonfort och delstaten Guanajuato, i den centrala delen av landet, 240 km nordväst om huvudstaden Mexico City. San Antonio de Corrales ligger 2 001 meter över havet och antalet invånare är 1 205.
Terrängen runt San Antonio de Corrales är kuperad åt nordväst, men åt sydost är den platt. Runt San Antonio de Corrales är det ganska tätbefolkat, med 160 invånare per kvadratkilometer. Närmaste större samhälle är Santa Cruz de Juventino Rosas, 11,7 km söder om San Antonio de Corrales. Trakten runt San Antonio de Corrales består till största delen av jordbruksmark.